# Adesmus tribalteatus
Adesmus tribalteatus es una especie de escarabajo longicornio del género Adesmus, categorizada en la tribu Hemilophini, de la subfamilia Lamiinae. Fue descrita por Bates en 1881.

## Descripción
Mide 9,8-10,6 mm de longitud.

## Distribución
Se distribuye por América del Sur: Bolivia, Brasil y Perú.